# جزيرة فرعون

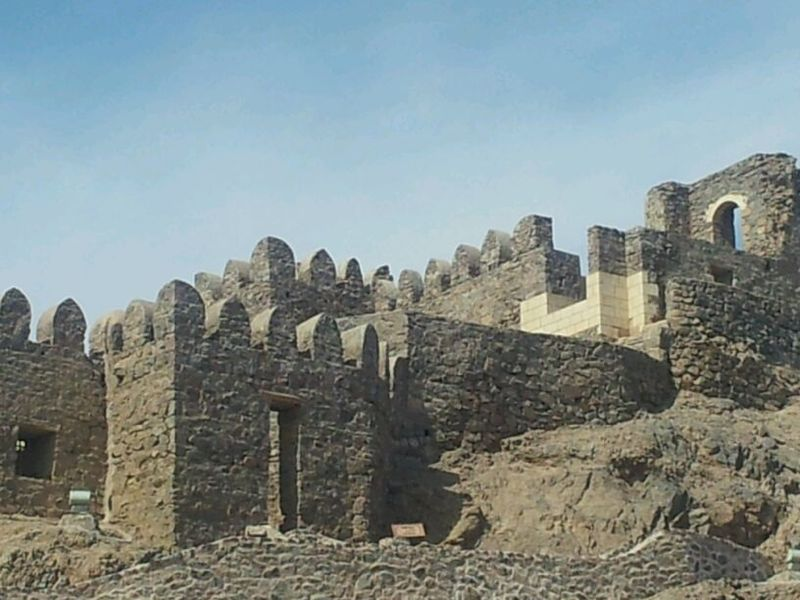
أسوار الحصن

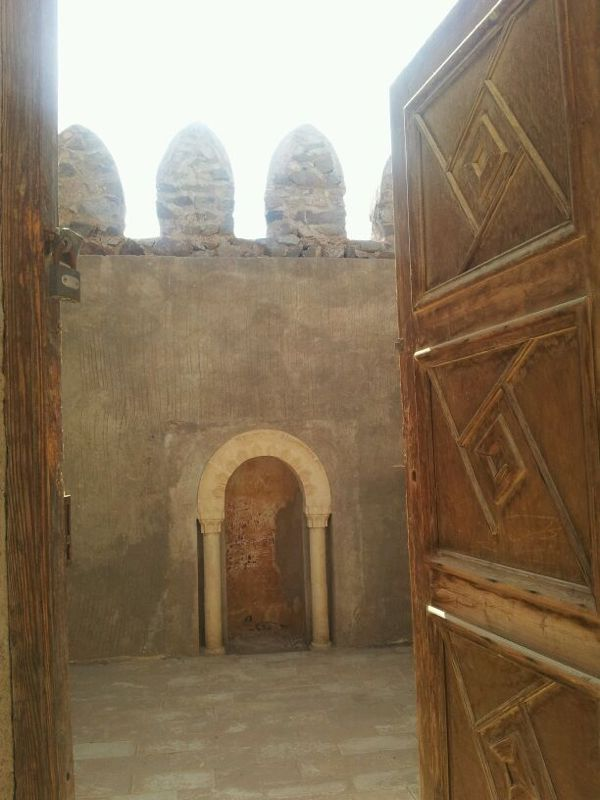
محراب

جزيرة فرعون جزيرة مرجانية تبعد 8 كم عن طابا جنوباً، تتوسط قمة خليج العقبة وتشتهر بـ «قلعة صلاح الدين» وهي من أهم الآثار الإسلامية في سيناء.
أنشأها صلاح الدين الأيوبي في أواخر القرن الثاني عشر الميلادي، وقد أقيمت لتأمين خليج العقبة ضد الغزوات الخارجية، وتأمين طريق الحج وطرق التجارة، وخاصة بعد محاولة أمير الكرك وألد أعداء صلاح الدين «ريجينالد» فتح بلاد العرب والاستيلاء على مكة والمدينة، فبعد أن نجح الملك العادل أخو صلاح الدين في دحض محاولاته، قرر الناصر صلاح الدين إقامة هذه القلعة لمراقبة المنطقة.
أقيمت القلعة على نتوأين بارزين بأرض الجزيرة، أحاطتهما الأسوار والأبراج للحماية والمراقبة، وتحوي القلعة ثكنات للجند وصوامع لتخزين الطعام وأماكن لتخزين الذخيرة والسلاح وحجرات للمعيشة، بالإضافة لخزان للمياه وحمام ومسجد، كما عثر بها على أماكن أبراج الحمام الذي استخدم لنقل الرسائل في العصور الوسطى.
وحين تقف على قمة أعلى برج في قلعة صلاح الدين تستطيع أن ترى بوضوح حدود أربع دول وهي حدود مصر وحدود السعودية وحدود الأردن وحدود فلسطين المحتلة.

## جغرافية
الجزيرة تتكون من الجرانيت الصلب، يبلغ طول الجزيرة من الشمال إلى الجنوب 350 مترًا، و 170 مترًا في أوسع نقطة له، وتغطي الجزيرة مساحة 3.9 هكتار (9.6 فدان) ويفصلها عن الشاطئ الغربي منها بحيرة ضحلة ، يبلغ عرضها حوالي 250 مترًا، ولا يمكن الوصول إليها إلا بالقوارب عند ارتفاع المد، والتي كانت بمثابة مرسى محمي في القرن الثالث عشر. بالإضافة إلى ذلك ، يوجد بالجزيرة مرفأ بمساحة 35 × 65 مترًا والذي يوفر حوضه شديد الطمي مزيدًا من الحماية. موقع الجزيرة وميناءها على مفترق طرق بحرية وبرية، يتصل الأول بجنوب شبه الجزيرة العربية وشرق إفريقيا، ويتجه قسمها الآخر شمالًا إلى سوريا وعبر سيناء إلى مصر.

## تاريخ

### الاحتلال الإسرائيلي للجزيرة
بين عامي 1975 و 1981، أثناء الاحتلال الإسرائيلي لسيناء في أعقاب حرب 1967، استكشف علماء الآثار الإسرائيليون الجزيرة. واكتشفوا حوالي 1500 قطعة نسيج، بعضها نشأ في الهند وإيران والعراق، بالإضافة إلى اكتشاف مئات القطع من السلال والحِبال، التي يرجع تاريخها إلى فترة ما بين أواخر القرن 12 وأوائل القرن الرابع عشر. من الممكن تفسير بعض المواد كدليل المستكشفة على أنها دليل لنشاط تجاري، ربما بين مصر ومملكة بيت المقدس الصليبية.

### مصر
بعد استعادة مصر لسيناء، كانت هناك أعمال تطهير وترميم قامت بها مصر في أوائل الثمانينيات. ونتيجة للإفراط في الترميم، فَقدَتْ القلعة بعض من مظهرها الأصيل التي كانت عليه في العصور الوسطى.
إلى جانب قلعة الجندي، الواقعة أيضًا في شبه جزيرة سيناء في منتصف الطريق تقريبًا بين مدينة نخل والسويس، تمت إضافة القلعة الموجودة في جزيرة فرعون إلى قائمة اليونسكو للتراث العالمي في 28 يوليو 2003، نظرًا لقيمتها الثقافية العالمية.

بسبب موقعها بالقرب من الأردن وإسرائيل ، أصبحت الجزيرة وشعابها المرجانية من المعالم السياحية الشهيرة بين السياح المقيمين في مدينة طابا وإيلات والعقبة.